# Allophylaria campanuliformis
Allophylaria campanuliformis är en svampart som först beskrevs av Karl Wilhelm Gottlieb Leopold Fuckel, och fick sitt nu gällande namn av Svrcek 1989. Allophylaria campanuliformis ingår i släktet Allophylaria och familjen Helotiaceae.  Arten är reproducerande i Sverige. Inga underarter finns listade i Catalogue of Life.